# Бабашур (Якшур-Бодьїнський район)
Бабашу́р (рос. Бабашур) — присілок в Якшур-Бодьїнському районі Удмуртії, Росія.
Населення — 1 особа (2010; 1 в 2002).
Національний склад (2002):
- удмурти — 100 %